# Українська Родина
«Українська Родина» — популярний літературно-історичний місячник, виходив з жовтня 1947 до серпня 1949 року в Торонто й Едмонтоні. Видавець і редактор — О. Луговий. Вийшло 20 чисел.